# Margaretha van Horne
Margaretha van Horne (1480 - 1515) was een edelvrouwe. Zij was de dochter van Arnold van Horne en Margaretha van Montmorency Nivelles.
Margaretha trouwde in 1502 met Richard IV van Merode. Hun kinderen waren:
- Hendrik I van Merode (1505)
- Richard van Merode
- Johanna van Merode (1505)
- Anna van Merode (1511)